# Všeruby (district de Plzeň-Nord)
Pour les articles homonymes, voir Všeruby.
Všeruby (en allemand : Neumark) est une ville du district de Plzeň-Nord, dans la région de Plzeň, en République tchèque. Sa population s'élevait à 1 648 habitants en 2022.

## Géographie
Všeruby se trouve à 8 km au nord-nord-ouest de Město Touškov, à 16 km au nord-ouest du centre de Plzeň et à 91 km au sud-ouest de Prague.
La commune est limitée par Úněšov, Zahrádka et Kunějovice au nord, par Nekmíř à l'est, par Nevřeň au sud-est, par Čeminy et Líšťany au sud, et par Pernarec à l'ouest.

## Histoire
La première mention écrite de la localité date de 1212.

## Administration
La commune se compose de six sections :
- Chrančovice
- Chrástov
- Klenovice u Chrančovic
- Popovice u Chrančovic
- Radimovice u Všerub
- Všeruby u Plzně (comprend le hameau de Kokořov)

## Galerie

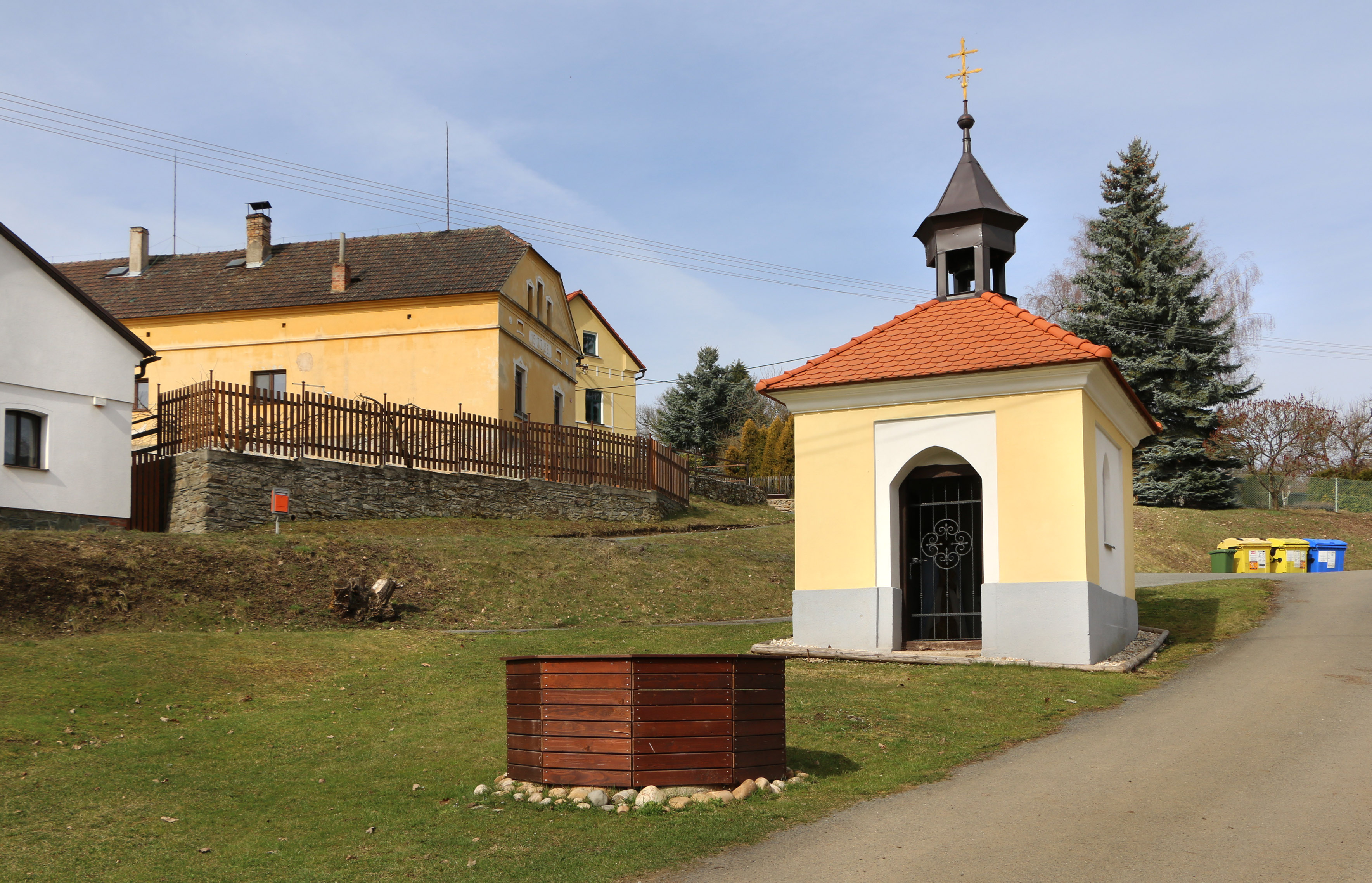
Chapelle à Radimovice.
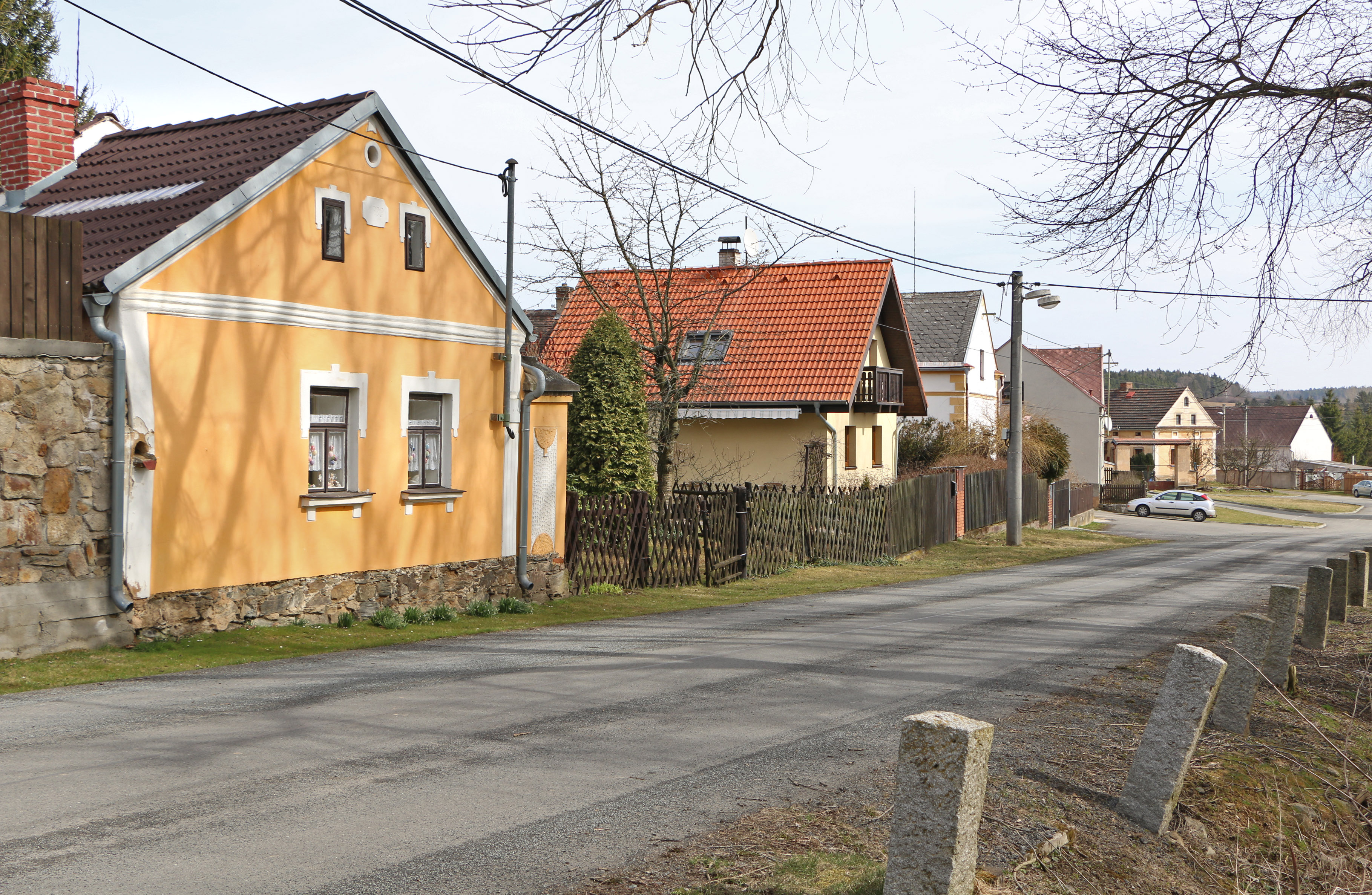
Rue de Klenovice.

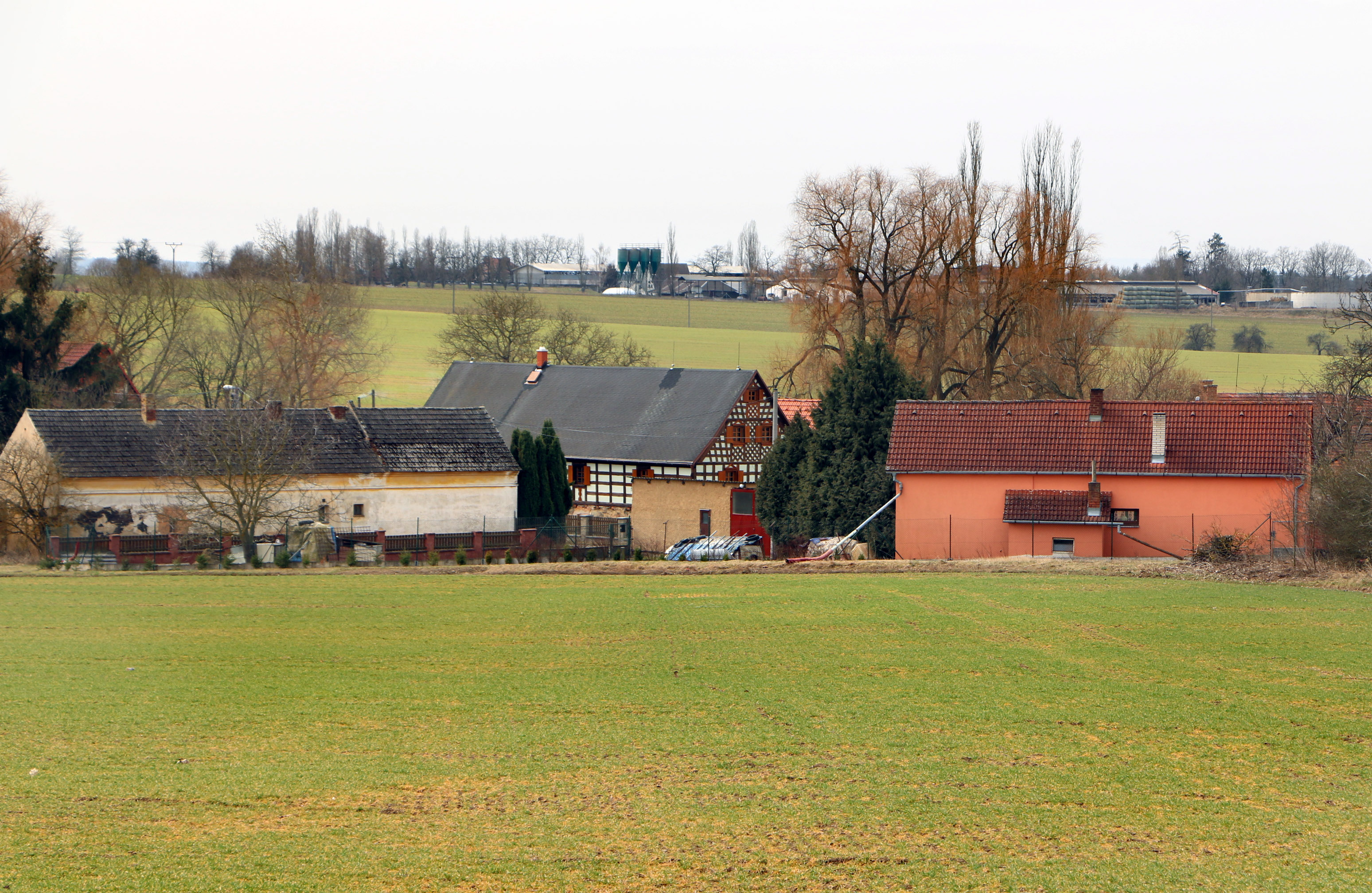
Popovice.
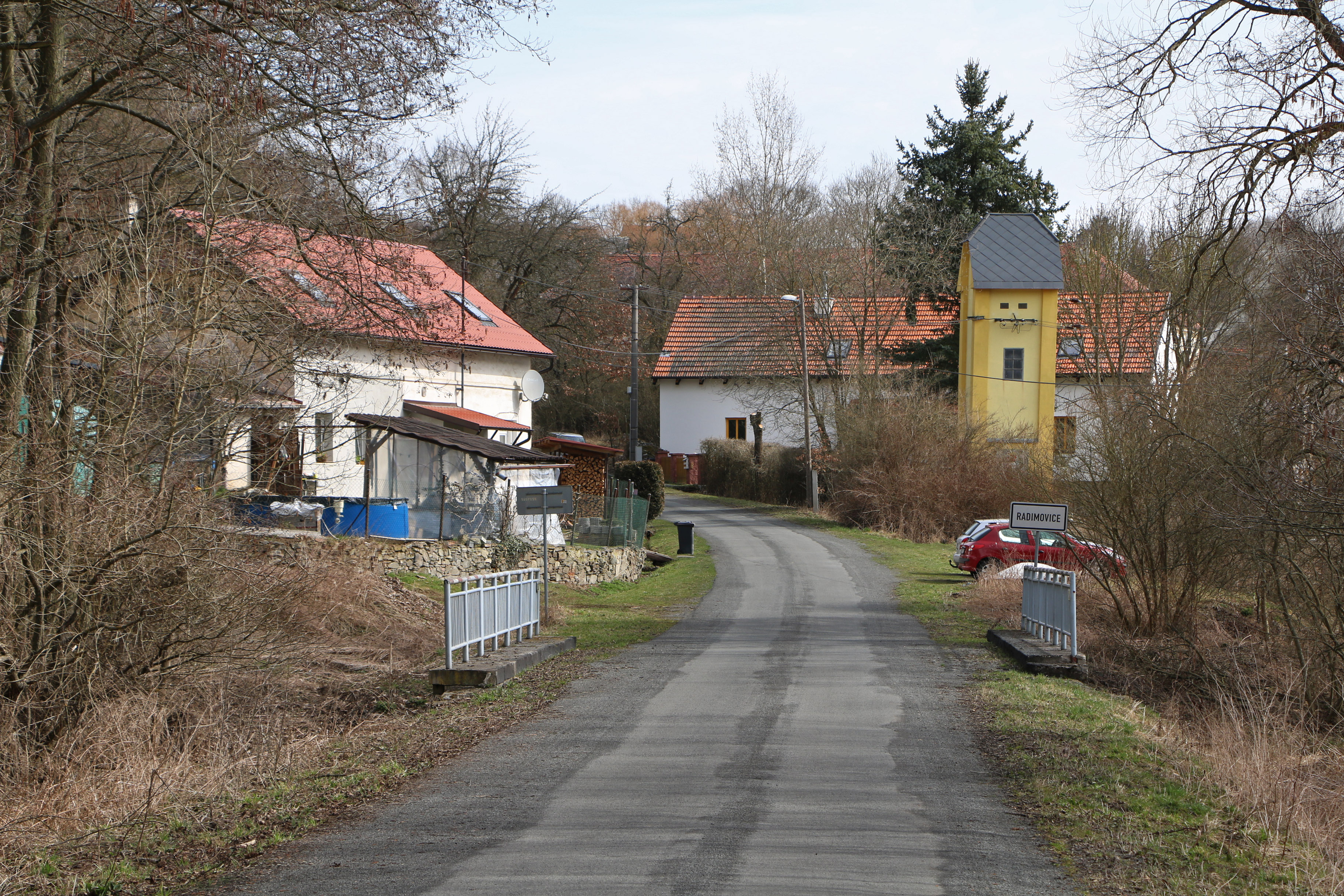
Route de Radimovice.

## Transports
Par la route, Všeruby se trouve à 17 km de Plzeň et à 110 km de Prague. 